# Mychniwka (przystanek kolejowy)
Mychniwka (ukr. Михнівка) – przystanek kolejowy w pobliżu miejscowości Mychniw, w rejonie szepetowskim, w obwodzie chmielnickim, na Ukrainie. Położony jest na linii Szepetówka – Tarnopol.